# Turdus fuscater
Turdus fuscater е вид птица от семейство Turdidae.

## Разпространение
Видът е разпространен в Боливия, Венецуела, Еквадор, Колумбия и Перу.